# Hyam Zaytoun
 (mars 2024).
Si vous disposez d'ouvrages ou d'articles de référence ou si vous connaissez des sites web de qualité traitant du thème abordé ici, merci de compléter l'article en donnant les références utiles à sa vérifiabilité et en les liant à la section « Notes et références ».
Hyam Zaytoun est une actrice, comédienne, scénariste et auteure française.

## Biographie
Après plusieurs années de danse contemporaine, Hyam Zaytoun découvre le théâtre au lycée, avec la jeune troupe d’Emmanuel Demarcy Motta… Quelques spectacles lycéens plus tard, tout en suivant des études littéraires (hypokhâgne et khâgne, puis une Maîtrise et un DEA en Arts du Spectacle) elle passe le concours du Conservatoire national supérieur d'art dramatique et intègre la classe de Dominique Valadié, puis celle de Catherine Marnas et enfin Jacques Lassalle. Elle y travaille aussi sous la direction de Georges Aperghis (théâtre et création musicale), Caroline Marcadé (danse contemporaine), Noémie Lvovsky, et Dominique Cabrera (cinéma).
Au théâtre, elle joue dans des mises en scène de Gabriel Garran, Alain Batis, Vincent Colin, Paul Desveaux, au TILF, au Lucernaire, au Théâtre de la Ville, dans un répertoire le plus souvent contemporain. Elle commence également à écrire et mettre en scène ses propres projets avec la Cie Eklozion, dont TOM1 et TOM2.
Elle tourne au cinéma dans des films d’Emmanuel Bourdieu, Christophe Otzenberger, Nadège Loiseau, Nicolas Sihol ou Tonie Marshall. À la télévision, elle joue dans plusieurs séries dont Le Bureau des  Légendes d’Eric Rochant, ou Un Village Français mais aussi dans des séries internationales comme Riviera ou The Spy qui sont diffusées en 2019.
Hyam est aussi auteure, elle collabore à plusieurs scénarios, son feuilleton radiophonique J’apprends l’arabe a été diffusé en 2017 sur France Culture, et son premier roman Vigile sort aux Éditions Le Tripode en janvier 2019. 

## Filmographie
- 2000 : Injuste Cause de Christophe Otzenberger
- 2002 : La Fourmi amoureuse
- 2002 : La vie comme elle est de Emmanuel Bourdieu, talents cannes
- 2006 : Costume vide de Pascal Guerin
- 2007 : À l'intérieur
- 2011 : les œufs aux plats de Herve Lasgouttes
- 2016 : Le Petit Locataire
- 2017 : Numéro une de Tonie Marshall
- 2017 : Corporate : Patricia Suarez
- 2017 : Salima de Marie-Cécile Lucas
- 2021 : Un an, une nuit de Isaki Lacuesta

### Télévision
- 2003 : Dock 13 (série télévisée)
- 2006 : Louis Page (série télévisée)
- 2009 : Seconde chance (série télévisée)
- 2015 : Le Bureau des légendes (série télévisée - saison 1)
- 2016 : Parents mode d'emploi (série télévisée)
- 2017 : Un Village Français (série France Télévisions, ultime saison)
- 2018 : Riviera (série Sky Atlantic)
- 2018 : The SPY (Mini série de Gideon Raff Netflix et OCS)
- 2019 : L'Art du crime (série France Télévision et Gaumont production)
- 2020 : La bonne conduite (série Arte)
- 2021 : Carpe Diem (série OCS et En voiture Simone)

## Publications
- 2017 : J’apprends l’arabe, (feuilleton radiophonique France Culture)
- 2019 : Vigile, roman, Éditions Le Tripode[4]